# 邁諾特 (密西西比州)
邁諾特（英語：Minot）是位於美國密西西比州森弗勞爾縣的非建制地區。

## 歷史
邁諾特的郵局於1900年設立，其後於1911年停運。

## 地理
邁諾特所處的海拔為高於海平面45米（即148英呎），而該地所採用的時區為UTC-6，即北美中部時區（CST）。同時該地設有夏令時間，為UTC-6調快一小時，即UTC-5（CDT）。